# La nueva cigarra
 La nueva cigarra  es una película argentina filmada en Eastmancolor dirigida por Fernando Siro sobre su propio guion escrito en colaboración con José Dominiani y Oscar Viale según el libro de Dante Sierra que se estrenó el 2 de junio de 1977 y que tuvo como actores principales a Olga Zubarry, María Aurelia Bisutti, Alberto Martín y Ernesto Bianco. El director de fotografía fue el futuro director de cine Aníbal Di Salvo.
Sobre el mismo libro Daniel Tinayre dirigió el filme La cigarra no es un bicho (1963).

## Sinopsis
Un hotel dedicado al alojamiento transitorio de parejas es clausurado cuando se sospecha un brote de peste bubónica.

## Reparto
- Olga Zubarry
- María Aurelia Bisutti
- Alberto Martín
- Ernesto Bianco
- Gogó Andreu
- Cristina del Valle
- Osvaldo Terranova
- Vicente Rubino
- Enrique Pinti
- Claudio Levrino
- Marta Albertini
- Pepita Muñoz
- Julio Chávez
- Patricia Dal
- Toco Gómez
- Haydée Balza
- Virgilio Galindo
- Olinda Bozán
- Ricardo Darín
- Claudia Cárpena
- Cristina Sabatini
- Carlos La Rosa
- Susana Latou

## Comentarios
La Nación opinó:

”Mientras algunas situaciones son graciosas…otras resultan poco eficaces o abusan del empleo de fórmulas trilladas, a veces con innecesarias apelaciones a chistes de mal gusto. No obstante, la película tiene un buen nivel de calidad desde el punto de vista técnico.”

Manrupe y Portela escriben:

”Insistencia en el tema “parejas aisladas en una casa de citas” con algunos actores latinoamericanos para tratar de vender la película en otros países.”